# 中部ビサヤ地方
中部ビサヤ地方（ちゅうぶビサヤちほう、英語: Central Visayas, Region VII）は、フィリピン中部のビサヤ諸島を4つに分けた1つの地方である。中心都市はセブ市。人口は約655万人（2020年国勢調査、ネグロス島地方分離を反映）。
2024年6月13日、同地方に属していた東ネグロス州およびシキホル州は、創設されたネグロス島地方に移管された。

## 行政区分

### 州
- ボホール州
  - ボホール島
- セブ州
  - セブ島、マクタン島、カモテス諸島、オランゴ環礁など

### かつて属していた州
- シキホル州（-2024年）
  - シキホル島

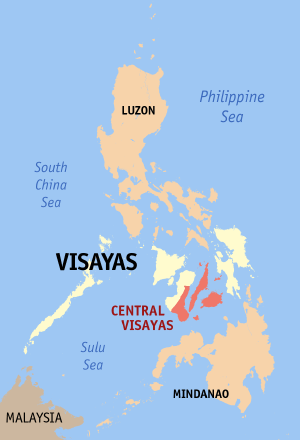
2024年までの中部ビサヤ地方

- 東ネグロス州（-2015年、2017年-2024年）
  - ネグロス島

## 住民

### 言語
主な言語はセブアノ語。